# 西藏八角莲
西藏八角莲（学名：Dysosma tsayuensis）为小檗科鬼臼属下的一个种。

## 扩展阅读
維基物種上的相關：西藏八角莲